# Neochlamisus velutinus
Neochlamisus velutinus es una especie de escarabajo verrugoso de la familia Chrysomelidae. Fue descrita científicamente por Karren en 1972. Se encuentra en América del Norte y América Central.